# Fresca
Fresca est à l'origine une boisson gazeuse au pamplemousse créée par la Coca-Cola Company  en 1966 aux États-Unis. Empruntant son nom au mot Fresca (qui signifie « frais ») de l'italien et de l'espagnol, c'est à l'origine un soda sans sucre, mais il a été vendu plus tard sucré dans certains pays. Depuis 2018, il est commercialisé aux États-Unis sous le terme de « boisson pétillante parfumée », plutôt que de soda.

## Histoire
Depuis sa création en 1966, Fresca est commercialisée aux États-Unis en tant que boisson gazeuse diététique sans sucre, à saveur de citron vert et de pamplemousse. Fresca a subi plusieurs changements d'ingrédients majeurs depuis son introduction. Il a été à l'origine édulcoré avec des cyclamates, qui ont été interdits par la FDA en 1969, et remplacés par de la saccharine. La saccharine a ensuite été remplacée par de l'aspartame fourni par NutraSweet. En 2005, une nouvelle formule a ajouté de l'acésulfame potassique comme édulcorant secondaire.
En Amérique latine, Coca-Cola commercialise une version sucrée de Fresca . En 1997, la Coca-Cola Company a répondu aux attentes des communautés hispaniques en lançant aux États-Unis la version sucrée sous le nom de Citra. Malgré un certain succès, il a été remplacé dans les zones à forte population hispanique par une saveur agrume dans la gamme Fanta. En Colombie et en Argentine, la version sucrée de Fresca a été rebaptisée Quatro en conservant la charte graphique de Fresca.

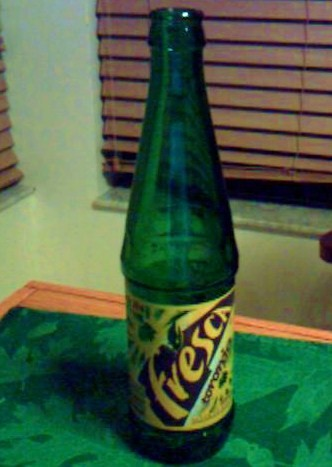
Bouteille mexicaine de Fresca en verre en 2006 (355 ml).

Au début des années 1990, Fresca a été lancée en Afrique du Sud avec une série de publicités avec l'acteur anglo-nigérian Hakeem Kae-Kazim et le slogan « Rien n'a le goût de Fresca ». La boisson gazeuse a gagné une forme de reconnaissance mais les ventes ont été interrompues.